# Colonnes de Locmeltro
Les colonnes de Locmeltro, dites parfois bornes milliaires, sont des monolithes installées dans l'enclos paroissial de la chapelle Saint-Meldéoc, sur la commune de Guern, dans le Morbihan (France).
Ces trois pierres, dont deux formeraient une même colonne, sont considérées sans certitude par les archéologues comme un remploi de milliaires romains ou de stèles protohistoriques. Elles ont été christianisées, au plus tard au milieu du XIXe siècle, mais peut-être beaucoup plus tôt pour la plus petite transformée en bénitier.

## Localisation

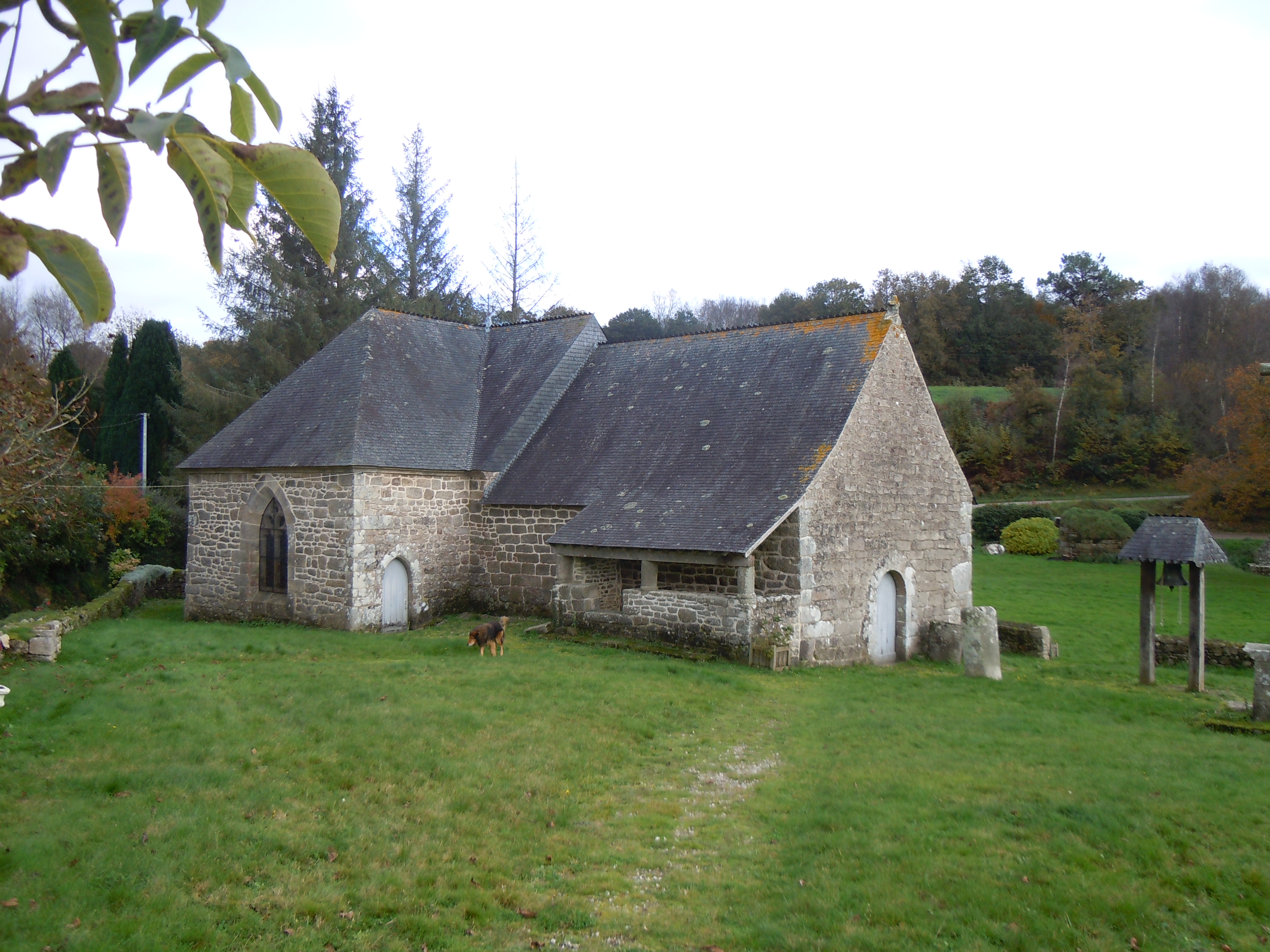
Les deux fragments, à droite de l'image, devant l'entrée de la chapelle Saint-Meldéoc.

Les pierres sont dressées dans l'enclos paroissial de la chapelle Saint-Meldéoc de Locmeltro, ou du lieu-dit « Loc Meltro » selon l'IGN. 

## Description

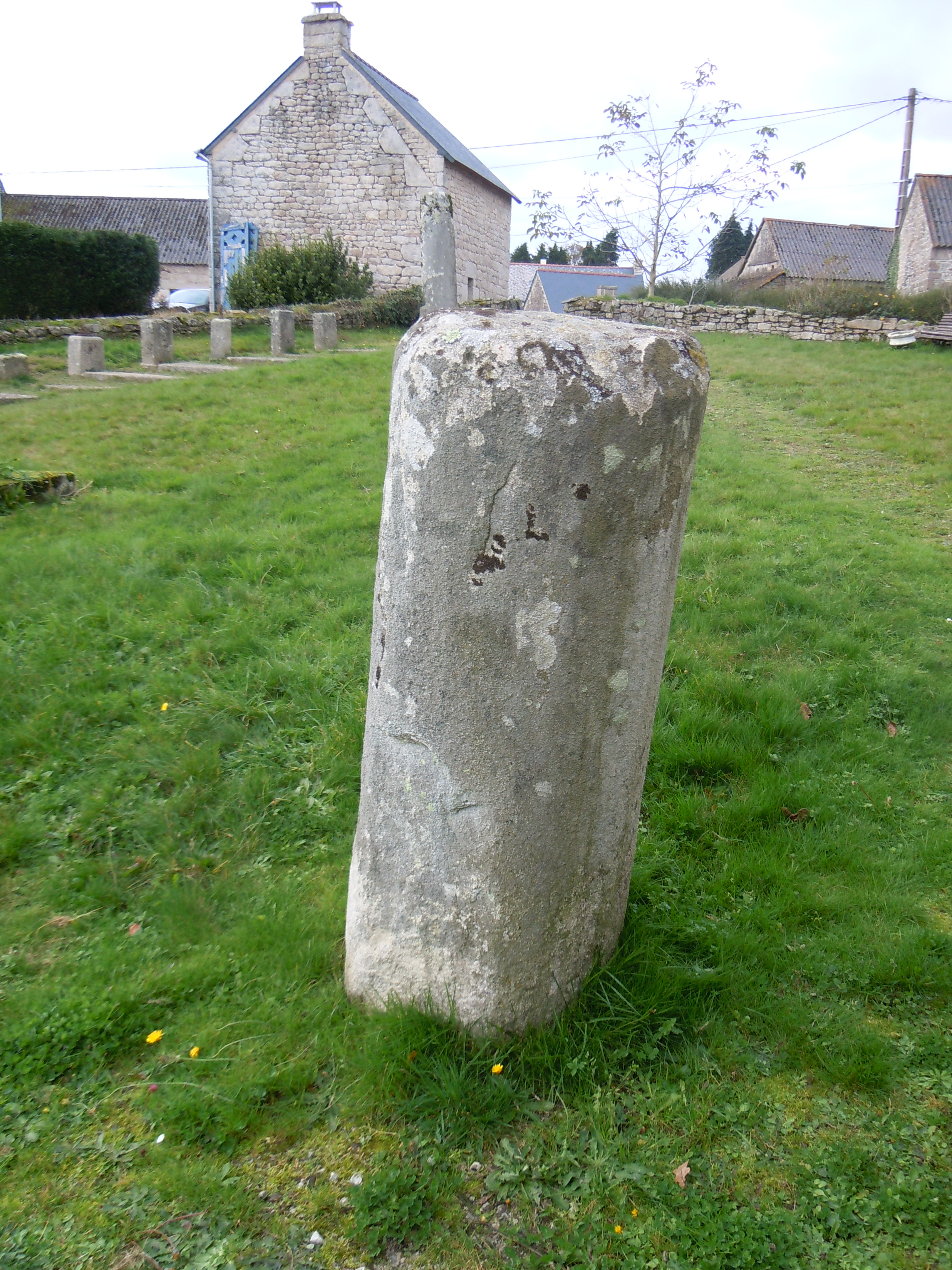
Fragment supérieur de la colonne tronquée.

La plus grande des colonnes cylindriques, en granit, mesure environ 2,50 m de haut pour 0,60 m de diamètre, selon Louis Rosenzweig. Une partie plus épaisse, semble-t-il moins dégrossie et partiellement parallélépipédique, est visible à sa base. Cette colonne est située à l'angle Nord-Ouest de l'enclos.
Une deuxième colonne est, en tout cas, tronquée et en deux fragments. Le plus petit fragment, qui serait sa base, a été creusé en son sommet pour être réemployé en bénitier , installé devant la porte d'entrée de la chapelle. La hauteur "hors sol" de ce qui était probablement son fragment supérieur est environ de 1,60 m, pour un diamètre équivalent à la colonne précédente, toujours selon Rosenzweig. Il est planté dans le sol, à proximité du fragment précédent.
Aucune inscription ni aucun décor n'a jamais été signalé à la surface de ces pierres. 

## Quelques éléments historiques et archéologiques

### Le répertoire de Rosenzweig
Louis Rosenzweig, dès 1860, n'hésitait pas à réserver sont opinion, notant dans la section sur le Moyen Âge que le bénitier « peut avoir été une borne milliaire ». Quant aux deux autres pierres bien décrites, elles aussi déjà aux abords de la chapelle (qu'il plaçait « dans le cimetière »), il les qualifiait simplement de « colonne » dans la section sur l'époque romaine.

### La lettre de Moigno
En 1867, M. Moigno (le frère de l'abbé Moigno) signale que, alors nommées en breton « testaon » (soit « témoins » ou « près du chemin », selon les savants du XIXe siècle), « deux bornes milliaires, dont l'une est des plus remarquables par son parfait état de conservation » ont été déplacées de 400 m à la demande du prêtre de la paroisse dans le cadre de leur christianisation, depuis la route allant de Vannes à Carhaix (au nord-est ?). 
Sans plus de précisions quant à la date du transport, il n'évoque pas non plus de remploi en bénitier, ni de fragments.

### Le répertoire de Ricci
Seymour de Ricci qualifie de « milliaire illisible » la pierre qu'il croit être du vingt-troisième lieue depuis Vannes (probablement la plus grande), sans mentionner d'autres fragments dans les annexes de son répertoire de 1897. Il considérait certainement ces derniers comme des « lechs carolingiens ou des colonnes romaines ordinaires ».

### La voie romaineDariotitum-Vorgium
Les savants du XIXe siècle envisageaient une voie romaine passant au Nord de Locmeltro, sur le parcours de l'actuelle D 1.
On considère depuis que la voie romaine du territoire des Vénètes, allant de Dariotitum (Vannes) à Vorgium (Carhaix ?) selon la Table de Peutinger, ou un chemin plus ancien, passait non loin, mais plutôt au Sud du hameau, aux environs de Talhouët. À quelques kilomètres à l'Est, la voie serait alors passée à mi chemin entre le manoir de Ménorval (ou Mané-er-Val) et Kergoff, pour se prolonger vers Quistiav, après avoir traversé la Sarre, 100 m au Nord du moulin du Quilio. 
Toutefois, aucun de ces deux chemins, passant au Nord ou au Sud de Locmeltro (noté « Locriau »), ne sont indiqués sur la carte de Cassini, de la fin du XVIIIe siècle.

### Des bornes ou des stèles?
La Carte archéologique de la Gaule reste prudente, et fait aussi l'hypothèse que ces pierres aient pu être des stèles de l'âge du fer, réalisées aux environs du Ier millénaire av. J.-C. L'occupation protohistorique du territoire étant avérée et la forme des colonnes ne permettant pas de trancher avec certitude pour l'une des périodes possibles de fabrication. 
On remarquera enfin que ces monolithes bien connus n'ont pas été retenus par le CIL, dans le recueil d'inscriptions concernant les milliaires de Gaule et de Germanie (volume XVII-2 : Miliaria provinciarum Narbonensis Galliarum Germaniarum), alors que plusieurs bornes anépigraphes, dont certaines très douteuses comme la stèle de Croas ar Peulven, y sont mentionnées.

### L'inscription par le Conservatoire
Deux pierres (la grande et le bénitier) ont été inscrites en tant que milliaires, en même temps que le calvaire de 1743, au titre des monuments historiques le 19 novembre 1946. La chapelle avait déjà fait l’objet d’une inscription le 15 juin 1925.